# かみしま (掃海艇)
かみしま（ローマ字：JDS Kamishima, MSC-664、MCL-725）は、海上自衛隊の掃海艇。はつしま型掃海艇の16番艇。艇名は神島に由来する。旧海軍神島型敷設艇「神島」に次いで日本の艦艇としては2代目。

## 艦歴
「かみしま」は、昭和59年度計画掃海艇364号艇として、日本鋼管鶴見造船所で1985年5月10日に起工され、1986年6月20日に進水、1986年12月16日に就役し、同日付で第2掃海隊群隷下に新編された第17掃海隊に「ははじま」とともに編入され、横須賀に配備された。
1993年2月9日、第17掃海隊が大湊地方隊函館基地隊に編入。
1997年3月19日、隊番号の改正により、第17掃海隊が第45掃海隊に改称。
2004年2月16日、掃海管制艇に種別変更され、船籍番号がMCL-725に変更。掃海隊群第101掃海隊に編入され、定係港が呉に転籍。
2008年12月17日、除籍。